# 마츠모토 가쿠
마츠모토 가쿠(일본어: 松本 岳, 1993년 4월 8일 ~ )는 일본의 배우이다.

## 출연작

### TV 드라마
- 2015년 ~ 2016년 수리검전대 닌닌저 - 카토 클라우드 야쿠모 / 아오닌자 역

## 영화
- 열차전대 토큐저 VS 쿄류저 THE MOVIE - 카토 클라우드 야쿠모 / 아오닌자 역
- 수리검전대 닌닌저 VS 토큐저 THE MOVIE 닌자 인 원더랜드 - 클라우드 야쿠모 / 아오닌자 역
- 돌아온 수리검전대 닌닌저 닌닌걸즈 VS 보이즈 FINAL WARS - 클라우드 야쿠모 / 아오닌자 역
- 동물전대 쥬오우저 VS 닌닌저 미래에서의 메시지 from 슈퍼전대 - 클라우드 야쿠모 / 아오닌자 역